# Moonlapamok
Moonlapamok là một huyện (muang, mường) thuộc tỉnh Champasack ở hạ Lào .